# (54439) Topeka
(54439) Topeka ist ein Asteroid des mittleren Hauptgürtels, der am 29. Juni 2000 vom US-amerikanischen Astronomen Gary Hug am Farpoint-Observatorium (IAU-Code 734) in Eskridge in der Nähe von Topeka, Kansas entdeckt wurde. Sichtungen des Asteroiden hatte es schon vorher gegeben, zum Beispiel am 6. April 1999 unter der vorläufigen Bezeichnung 1999 GG47 im Rahmen des LONEOS-Projektes des Lowell-Observatoriums in Arizona.
(54439) Topeka wurde am 1. Mai 2003 nach der Stadt Topeka benannt. Zum Zeitpunkt der Benennung war der Asteroid derjenige mit der höchsten Identifikationsnummer aller benannten Asteroiden.